# 王廷垣
王廷垣（17世紀—1647年），字潛服，號先复，江西撫州府東鄉縣人，明朝、南明政治人物。

## 生平
王廷垣是萬曆四十三年（1615年）乙卯科江西乡试舉人，天启五年（1625年）乙丑科進士，選翰林院庶吉士，歷任編修、直起居注纂章奏。他奉使頒佈詔令時，都會探查民間的疾苦、山河的阻塞，回朝後上告明熹宗，得到讚許。之後他轉為庶子，掌管春坊事務，當時熹宗打算素服郊祀，他上表指出不合禮制，獲擢任為南京國子祭酒。
弘光帝繼位，王廷垣遷任詹事、禮部右侍郎和禮部左侍郎。隆武帝繼位，再次擔任詹事，兼任侍讀學士。他和揭重熙奉羅川王朱由、永寧王朱由起兵，恢復撫州、建昌，同時間副總兵傅潛龍、參將黃騰、都司文而武、守備劉振威、監紀推官鄒武臣、安仁參將傅鼎乾、都司徐德、守備洪士邦，貴溪管清、余高、李大魁等人進入金谿，南豐諸生李藩、餘干知縣楊時秀，萬年都司趙祖、參謀舒奇謀等人就與瑞州黃楧的軍隊會合。忠誠府失陷後，各人都戰死；王廷垣則在永曆元年（1647年）悲憤逝世。

## 引用
1. 1 2  錢海岳《南明史·卷四十七·列傳第二十三》：王廷垣，字潛服，撫州東鄉人。天啟五年進士，改庶吉士，歷編修，直起居注纂章奏。
2. ↑  錢海岳《南明史·卷四十七·列傳第二十三》：安宗立，遷詹事，禮部右侍郎，調左。紹宗立，起故官，兼侍讀學士。
3. ↑  錢海岳《南明史·卷四十七·列傳第二十三》：忠誠陷後，皆敗死。廷垣，永曆元年憤卒。